# Gaetano Oristanio
Gaetano Oristanio, né le 28 septembre 2002 à Vallo della Lucania en Italie, est un footballeur italien qui évolue au poste de milieu offensif au Venezia FC.

## Biographie
Né à Vallo della Lucania en province de Salerne, Gaetano Oristanio grandit à Roccadaspide, où il commence à jouer au foot dans le club local, où il est entrainé par son père, Rosario Oristanio, ancien footballeur, ayant notamment joué en Serie C avec Fasano (it),,,.

### Carrière en club
Après ses premiers pas à Roccadaspide, Gaetano Oristanio va continuer sa formation avec la Peluso Academy à Avellino, où son père est également formateur. Mais malgré ce rapprochement géographique de la ville de Naples, c'est le centre de formation de l'Inter Milan qu'il va rejoindre en 2016,,,.
Champion national avec les moins de 16 et les moins de 17 ans de l'Inter, avant de s'imposer en Primavera, Oristanio est prêté au FC Volendam à l'été 2021, pour passer la saison 2021-22 en Eerste Divisie,. Il fait ses débuts professionnel avec le club de Volendam le 13 août 2021 entrant en jeu lors du match de championnat contre ADO Den Haag.
Il réalise une saison pleine avec le club hollandais où il s'impose rapidement comme titulaire en meneur de jeu : il prend part à 35 rencontres, marquant 7 buts,, faisant ainsi montre de son agilité face au but,. Il joue un rôle centrale dans la montée de son club dans l'élite néerlandaise, après 13 ans d'absence,,,.

### Carrière en sélection
International italien en équipes de jeunes, Gaetano Oristanio prend notamment part à la Coupe du monde des moins de 17 ans au Brésil en 2019. Il y inscrit le seul but de la victoire 1-0 contre l'Équateur en huitième de finale, l'Italie s'échouant ensuite en quart contre les hôtes brésiliens, futurs vainqueurs de la compétition,.
Le 20 mai 2022, Oristanio est convoqué par le sélectionneur de l'équipe d'Italie sénior Roberto Mancini pour un stage avec 52 autres jeunes promesses du football italien, alors que celui-ci est en pleine reconstruction à la suite de la deuxième non-qualification consécutive à la coupe du monde,,. Il est notamment buteur lors du match d'entrainement joué par le groupe au 26 mai.
Dans la foulée, il connait son premier appel en sélection espoirs, faisant ses débuts le 6 juin 2022, alors qu'il entre en jeu pour la victoire 3-0 chez le Luxembourg, dans le cadre des éliminatoires de l'Euro 2023,.

## Palmarès

### En club
| Inter Milan - Championnat U16 (it) - Champion en 2018. - Championnat U17 (it) - Champion en 2019. - Supercoppa U17 - Vainqueur en 2019. |  | FC Volendam - Eerste Divisie - Vice-champion en 2021-22 (en). |